# Leandro Resida
Leandro Resida (* 11. Oktober 1989 in Amsterdam) ist ein niederländischer Fußballspieler. 

## Karriere
Das Fußballspielen lernte Leandro Resida in der Jugendmannschaft vom niederländischen Spitzenclub Ajax Amsterdam. Seinen ersten Vertrag unterschrieb er 2009 in Katwijk bei den K.v.v. Quick Boys. 2011 ging er nach Amsterdam zurück und schloss sich dem FC Chabab an. Nach einer Saison wechselte er nach Velsen zum SC Telstar, einem Verein, der in der zweiten Liga, der Eerste Divisie, spielte. Nach 23 Spielen ging er 2013 zum Ligakonkurrenten FC Emmen, einem Verein, der in Emmen (Drenthe) beheimatet ist. Hier absolvierte er 71 Spiel und schoss zwölf Tore. 2015 unterschrieb er bei VVV-Venlo einen Vertrag. Der Verein spielte in der Eredivisie, der höchsten Liga des Landes. 2017 ging er für ein kurzes Gastspiel nach Waalwijk, wo er bei RKC Waalwijk, einen Verein der Eerste Divisie, ein Spiel bestritt. Seinen ersten Vertrag im Ausland unterschrieb er im Oman. Hier unterzeichnete er einen Vertrag bei al-Suwaiq Club, einem Verein, der in der höchsten Liga, der Oman Professional League, spielte. 2019 wechselte er nach Thailand. Hier schloss er sich dem Erstligisten Chainat Hornbill FC an. Seit Juni 2019 ist Leandro Resida vereinslos. Für die Saison 2020 unterschrieb er einen Vertrag beim Erstligaaufsteiger Rayong FC in Rayong. Nach drei Erstligaspielen wurde der Vertrag Ende Juni 2020 aufgelöst. Seit 1. Juli 2020 ist er vertrags- und vereinslos.